# Saints Row: The Third
Saints Row: The Third är ett datorspel utgivet 2011, 15 november. Det är det tredje spelet i Saints Row-serien. Spelet utspelar sig i den fiktiva staden Steelport där det råder gängkrig och spelaren är ledare över ett gatugäng. Spelet går ut på att vinna över de tre andra gängen i Steelport. Igenom spelet får spelaren nya gängmedlemmar, som hjälper spelaren att komma framåt i spelet. Spelet har inte bara en handling utan också en multiplayerfunktion, där flera olika spelare online kan hjälpas åt och spela olika uppdrag tillsammans.
Saints Row 3 är ett "third person"-spel där perspektivet är ovanför spelarkaraktären.
Spelet släpptes 2019 till Nintendo Switch med titeln Saints Row: The Third - The Full Package och 2020 i en ny utgåva till Windows, Xbox One och Playstation 4 med titeln Saints Row: The Third Remastered.
5 mars 2021 släpptes det även till Stadia

## Röstskådespelare
- The Boss
  - Troy Baker - Manlig röst 1
  - Kenn Michael - Manlig röst 2
  - Robin Atkin Downes - Manlig röst 3
  - Laura Bailey - Kvinnlig röst 1
  - Tara Platt - Kvinnlig röst 2
  - Rebecca Sanabria - Kvinnlig röst 3
  - Steven Blum - Zombieröst
- Daniel Dae Kim - Johnny Gat
- Danielle Nicolet - Shaundi
- Arif S. Kinchen - Pierce Washington
- Andrew Bowen - Josh Birk
- Tim Thomerson - Cyrus Temple
- Rick D. Wasserman - Eddie 'Killbane' Pryor
- Natalie Lander - Kinzie Kensington
- Hulk Hogan - Angel de la Muerte
- Sasha Grey - Viola DeWynter
- Alex Désert - Zimos
- Tasia Valenza - Monica Hughes
- Anastacia McPherson - Kia
- Mark Allan Stewart - Oleg Kirlov
- Yuri Lowenthal - Matt Miller, Professor Genki
- Megan Hollingshead - Kiki DeWynter
- Jacques Hennequet - Phillipe Loren
- Mike Carlucci - Zach
- Rob Van Dam - Bobby
- Lauri Hendler - Jane Valderama
- Burt Reynolds - Sig själv